# Rue des Nanettes
La rue des Nanettes est une voie du 11e arrondissement de Paris, en France.

## Situation et accès
La rue des Nanettes est une voie publique située dans le 11e arrondissement de Paris. Elle débute au 91, avenue de la République et se termine au 101, boulevard de Ménilmontant.

## Origine du nom
La dénomination de « nanettes » qui lui fut donnée au XVIIIe siècle pourrait, selon Gustave Pessard, venir de « nonnettes », « petites nonnes ».

## Historique

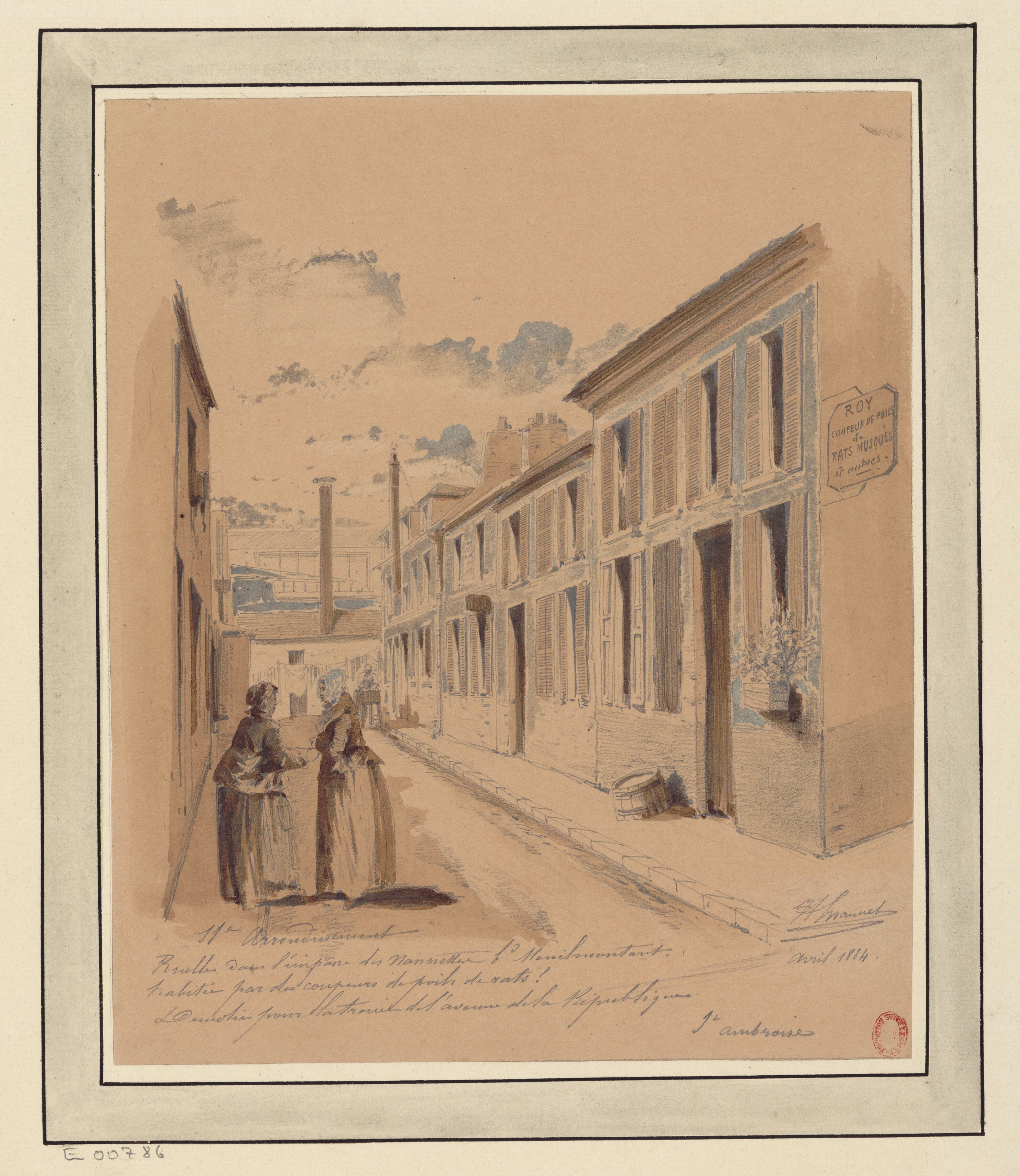
L'impasse des Nanettes en 1884 (dessin de Jules-Adolphe Chauvet).

Cette voie est composée de 2 parties :
- l'ancienne impasse des Nanettes, à partir du boulevard de Ménilmontant, devenue par arrêté du 10 novembre 1885 « rue des Nanettes » après l'ouverture de la rue Condillac ;
- la partie située entre l'avenue de la République et les rues Victor-Gelez et Condillac, alignée par décret du 13 février 1914, et dénommée « rue des Nanettes » par arrêté du 5 avril 1932.